# Джарвіс-Бей
Джарвіс-Бей (англ. Jarvis Bay) — літнє село в Канаді, у провінції Альберта, у складі муніципального району Ред-Дір.

## Населення
За даними перепису 2016 року, літнє село нараховувало 213 осіб постійного населення, показавши зростання на 4,9%, порівняно з 2011-м роком. Середня густина населення становила 405,7 осіб/км².
З офіційних мов обидвома одночасно володіли 15 жителів, тільки англійською — 195. Усього 10 осіб вважали рідною мовою не одну з офіційних, з них 5 — українську.
Працездатне населення становило 145 осіб (65,9% усього населення), рівень безробіття — 6,9%.

## Клімат
Середня річна температура становить 2,7°C, середня максимальна – 21,3°C, а середня мінімальна – -18,6°C. Середня річна кількість опадів – 490 мм.
| Клімат поселення                              | Клімат поселення | Клімат поселення | Клімат поселення | Клімат поселення | Клімат поселення | Клімат поселення | Клімат поселення | Клімат поселення | Клімат поселення | Клімат поселення | Клімат поселення | Клімат поселення | Клімат поселення |
| Показник                                      | Січ.             | Лют.             | Бер.             | Квіт.            | Трав.            | Черв.            | Лип.             | Серп.            | Вер.             | Жовт.            | Лист.            | Груд.            |                  |
| Середній максимум, °C                         | −6,13            | −3,03            | 2,06             | 9,56             | 15,07            | 19,16            | 21,33            | 21,18            | 16,40            | 11,38            | 2,44             | −3,3             |                  |
| Середня температура, °C                       | −12,32           | −9,24            | −4,19            | 3,36             | 8,85             | 12,93            | 15,35            | 15,18            | 10,41            | 5,39             | −3,54            | −9,28            |                  |
| Середній мінімум, °C                          | −18,57           | −15,47           | −10,39           | −2,88            | 2,62             | 6,71             | 9,36             | 9,20             | 4,43             | −0,6             | −9,54            | −15,26           |                  |
| Норма опадів, мм                              | 20               | 14               | 18               | 23               | 55               | 92               | 91               | 71               | 54               | 20               | 15               | 17               |                  |
| Середньомісячна швидкість вітру, м/с          | 3.13             | 3.20             | 3.40             | 3.69             | 3.64             | 3.40             | 3.00             | 2.90             | 3.10             | 3.39             | 3.30             | 3.21             |                  |
| Середньомісячна сонячна радіація, кДж/м²·день | 3830             | 7280             | 12411            | 17210            | 20642            | 21956            | 22622            | 19040            | 13142            | 7901             | 4071             | 2853             |                  |
| --------------------------------------------- | ---------------- | ---------------- | ---------------- | ---------------- | ---------------- | ---------------- | ---------------- | ---------------- | ---------------- | ---------------- | ---------------- | ---------------- | ---------------- |
| Джерело:                                      |                  |                  |                  |                  |                  |                  |                  |                  |                  |                  |                  |                  |                  |